# Amtsgericht Rybnik

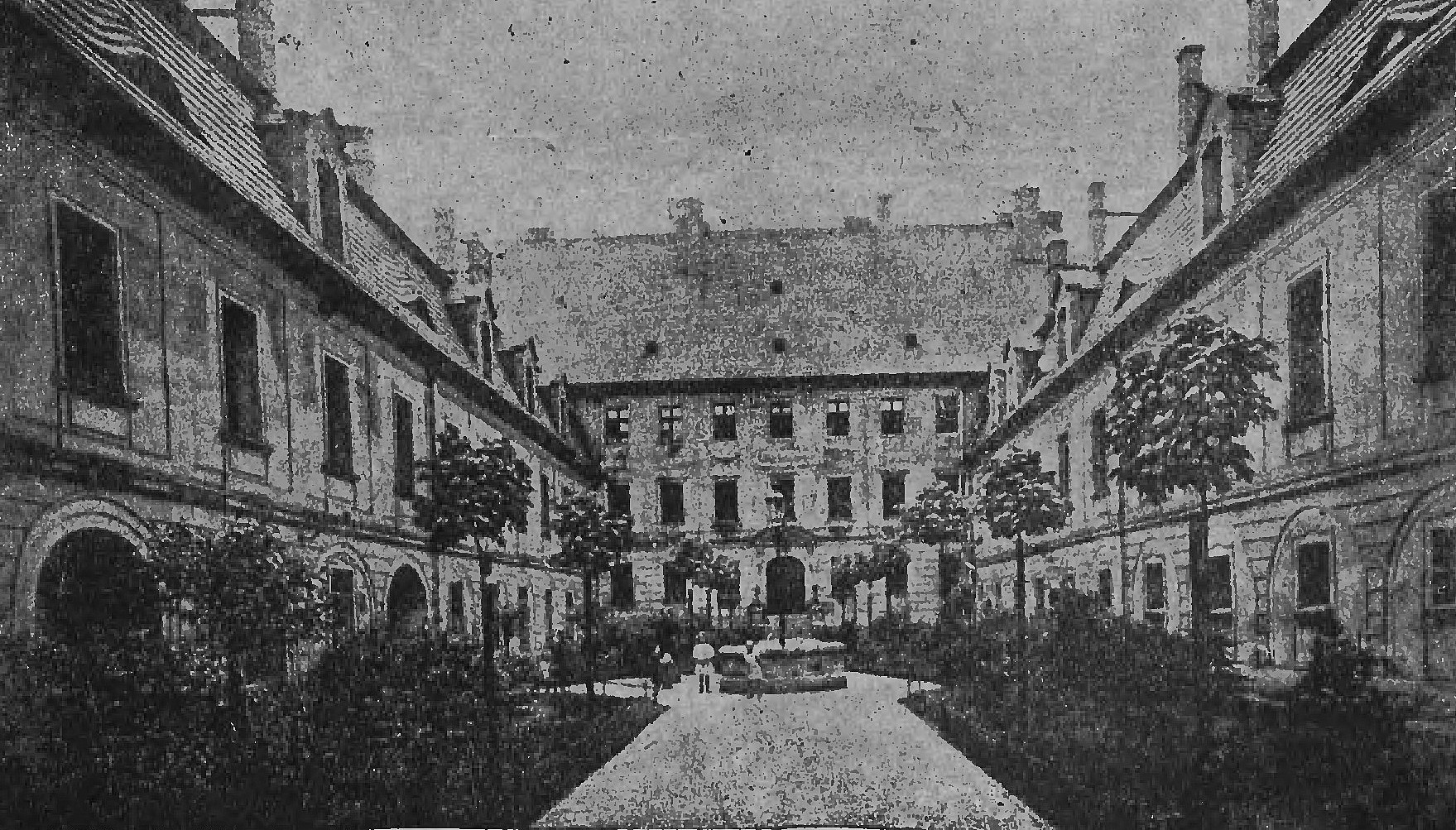
Amtsgerichtsgebäude im Jahr 1921

Das Amtsgericht Rybnik war ein preußisches Amtsgericht mit Sitz in Rybnik.

## Geschichte
Das königlich preußische Amtsgericht Rybnik wurde mit Wirkung zum 1. Oktober  1879 als eines von neun Amtsgerichten im Bezirk des Landgerichtes Ratibor im Bezirk des Oberlandesgerichtes Breslau gebildet. Der Sitz des Gerichtes war Rybnik. Sein Gerichtsbezirk umfasste den Kreis Rybnik ohne den Teil, der den Amtsgerichten Loslau und Sohrau zugeordnet war. Am Gericht bestanden 1880 fünf Richterstellen. Das Amtsgericht war damit ein mittelgroßes Amtsgericht im Landgerichtsbezirk. Der Amtsgerichtsbezirk kam aufgrund des Versailler Vertrages 1919 und der Volksabstimmung in Oberschlesien 1921 zu Polen. Das Amtsgericht wurde aufgehoben, an seiner Stelle entstand das polnische  Sąd Rejonowy w Rybniku. Im Jahre 1939 wurde Polen deutsch besetzt. Im Rahmen der Neuorganisation der Gerichte in Ostdeutschland und im ehemaligen Polen wurden das Amtsgericht Rybnik neu gebildet und erneut dem Landgericht Ratibor zugeordnet. Zum 1. April 1941 wurde der Landgerichtsbezirk Ratibor mit seinen Amtsgerichten dem neugeschaffenen Oberlandesgericht Kattowitz zugeschlagen.
Im Jahre 1945 wurde der Amtsgerichtsbezirk unter polnische Verwaltung gestellt, und die deutschen Einwohner wurden vertrieben. Damit endete auch die Geschichte des Amtsgerichtes Rybnik. Unter polnischer Verwaltung entstand das Sąd Rejonowy w Rybniku (1950–1975: Sąd Powiatowy w Rybniku).